# Nederländernas Grand Prix 1964
Nederländernas Grand Prix 1964 var det andra av tio lopp ingående i formel 1-VM 1964.  

## Resultat
1. Jim Clark, Lotus-Climax, 9 poäng
2. John Surtees, Ferrari, 6
3. Peter Arundell, Lotus-Climax, 4
4. Graham Hill, BRM, 3
5. Chris Amon, Reg Parnell (Lotus-BRM), 2
6. Bob Anderson, DW Racing Enterprises (Brabham-Climax), 1
7. Bruce McLaren, Cooper-Climax
8. Phil Hill, Cooper-Climax
9. Joakim Bonnier, R R C Walker (Brabham-BRM)
10. Giancarlo Baghetti, Scuderia Centro Sud (BRM)
11. Richie Ginther, BRM
12. Mike Hailwood, Reg Parnell (Lotus-BRM) (varv 57, differential)
13. Jo Siffert, Siffert Racing Team (Brabham-BRM)

### Förare som bröt loppet
- Jack Brabham, Brabham-Climax (varv 44, tändning)
- Dan Gurney, Brabham-Climax (23, bröt)
- Lorenzo Bandini, Ferrari (20, tändning)
- Carel Godin de Beaufort, Ecurie Maarsbergen (Porsche) (8, motor)

### Förare som ej startade
- Tony Maggs, Scuderia Centro Sud (BRM) (olycka under träning)

## Bildgalleri

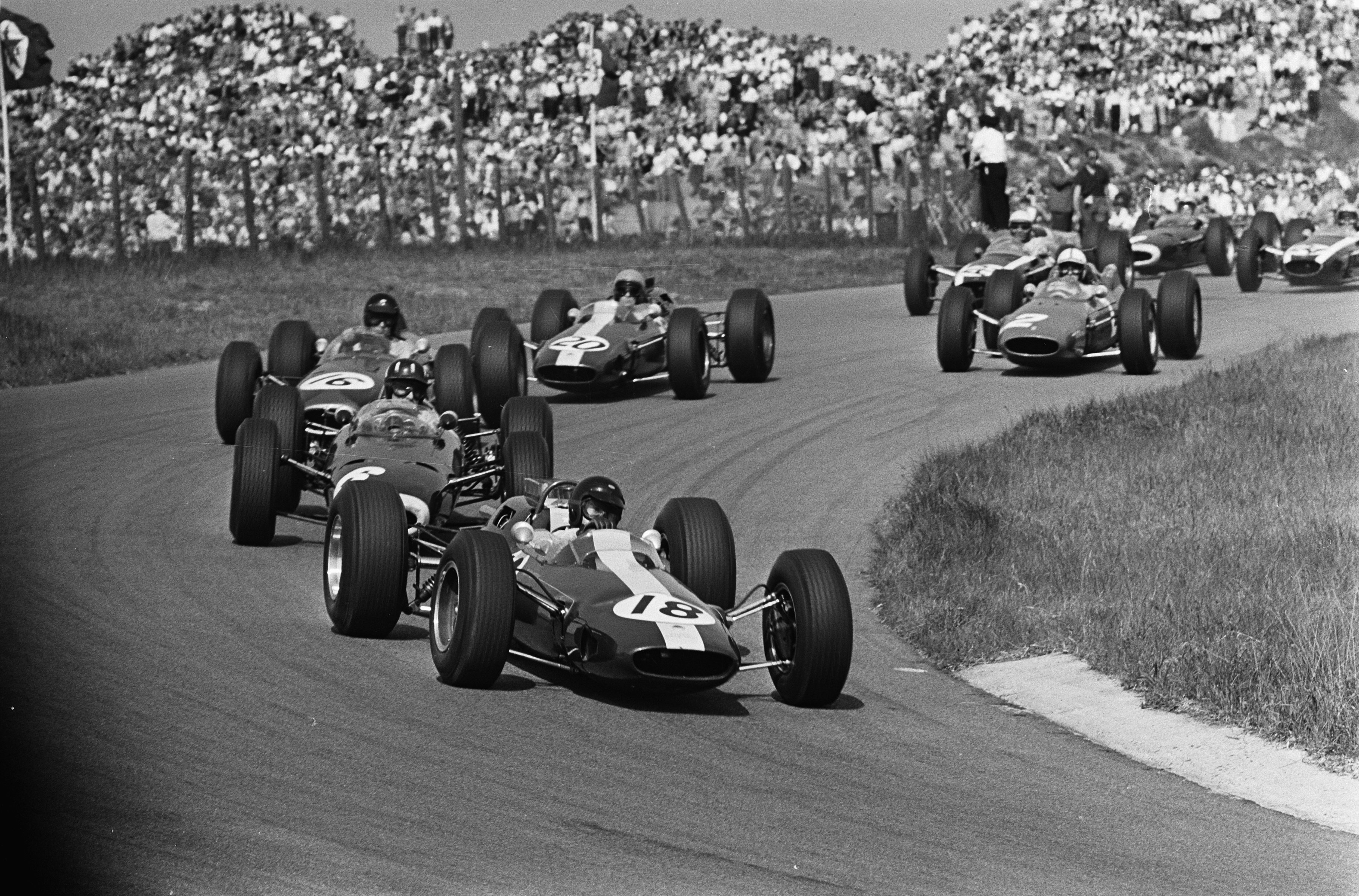
Starten av Nederländernas Grand Prix 1964
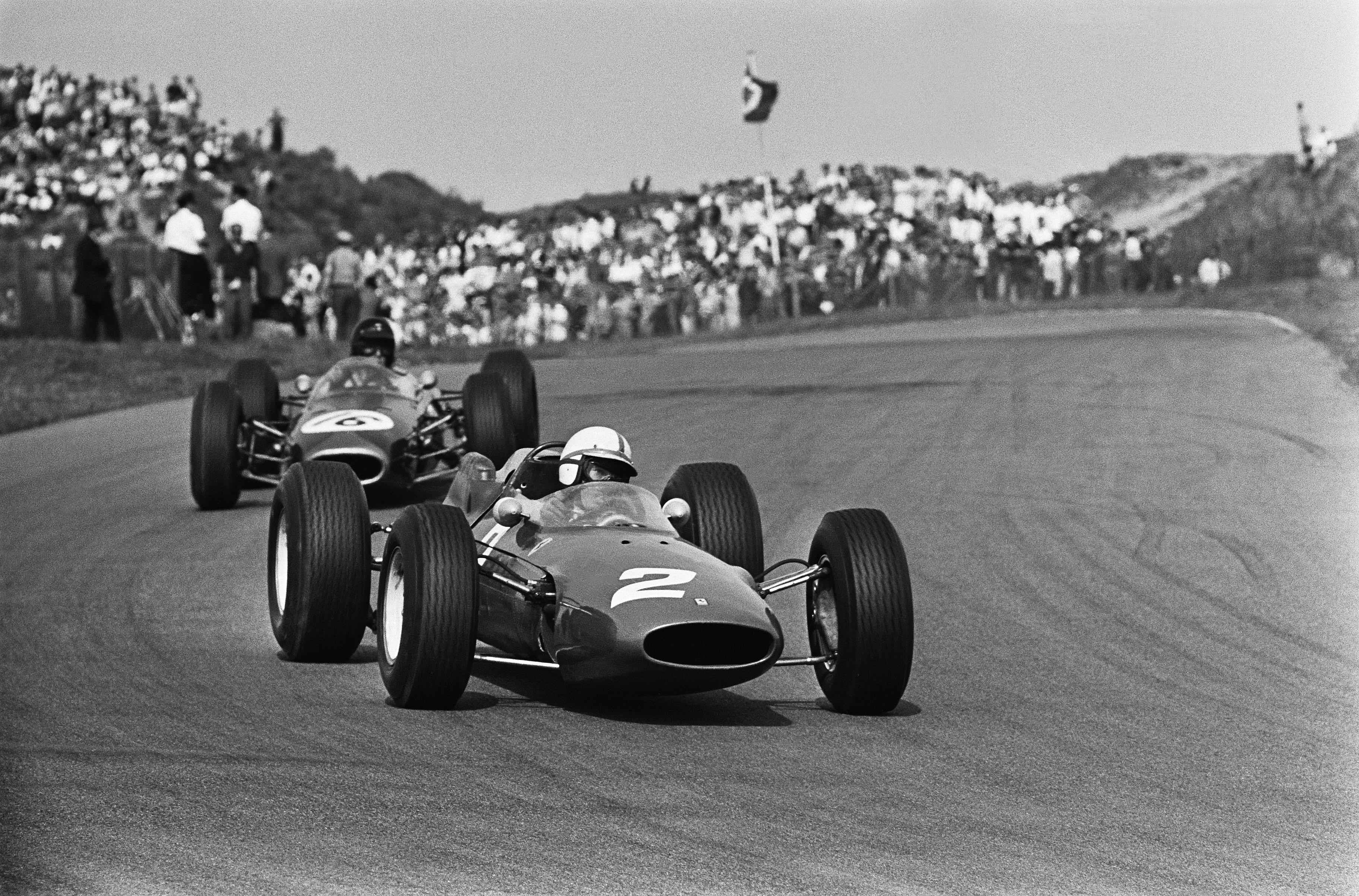
John Surtees i en Ferrari tätt följd av Dan Gurney i en Brabham-Climax.
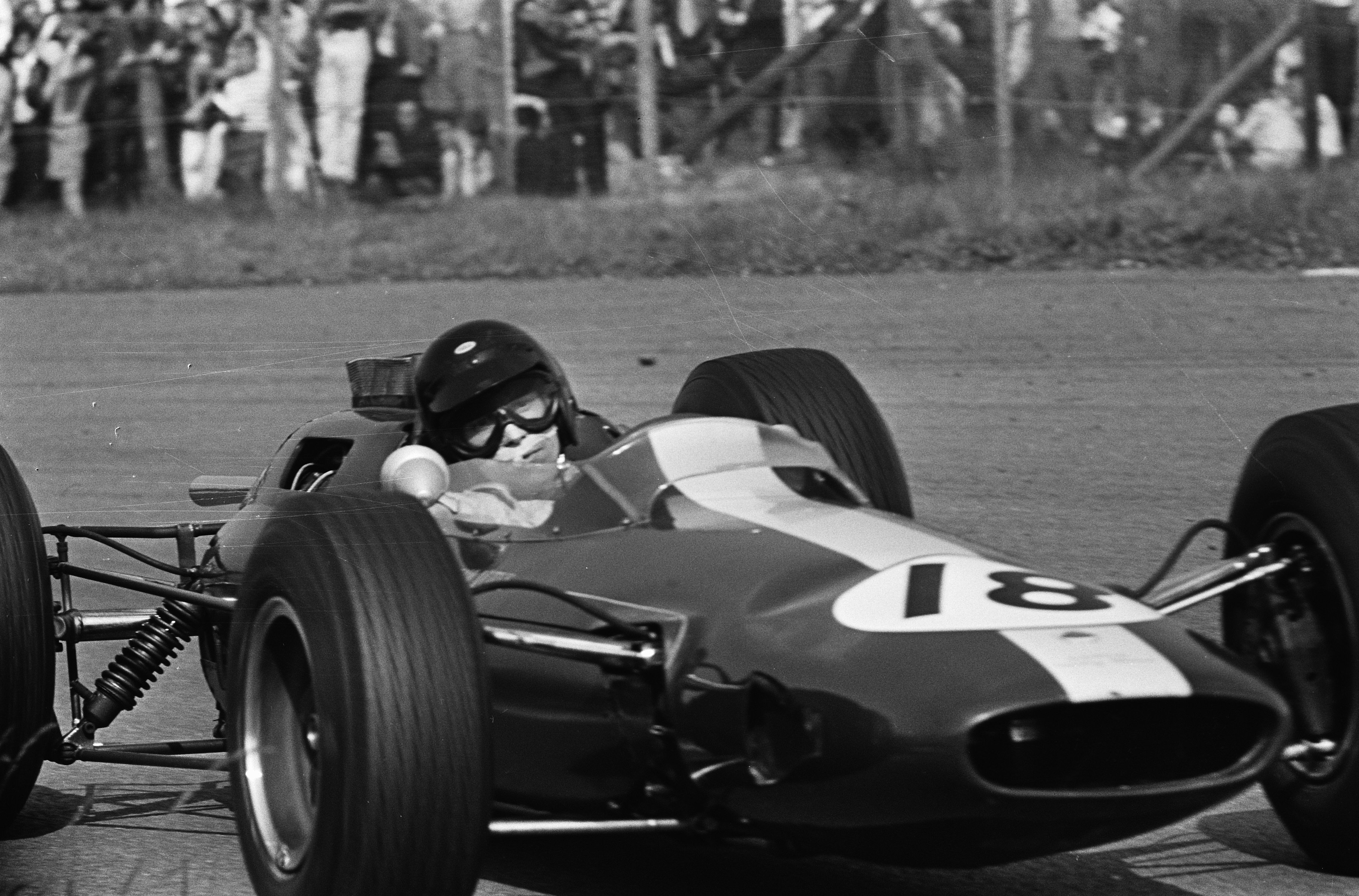
Jim Clark i sin Lotus-Climax
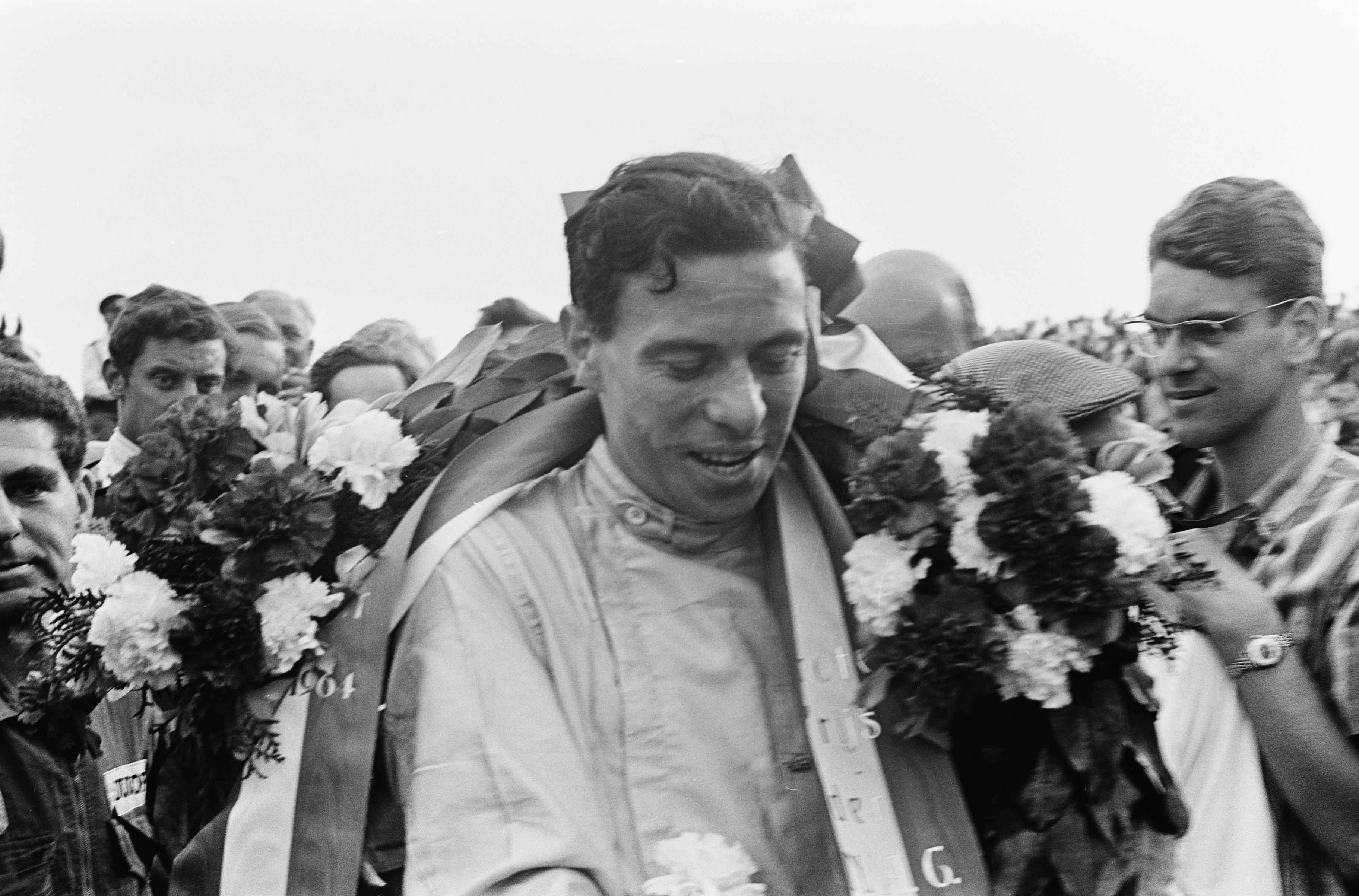
Vinnaren, Jim Clark med segerkransen.